# دهستان پسیخان
پسیخان، دهستانی است از توابع بخش مرکزی شهرستان رشت در استان گیلان ایران.

## جمعیت
بر اساس سرشماری سال ۱۳۸۵جمعیت آن ۱۰۰۱۸ نفر (۲۶۰۲ خانوار) بوده است. 